# Куп Републике Српске у фудбалу 2015/16.
Куп Републике Српске у фудбалу 2015/16. је двадесет и трећа сезона овог такмичења које се одржава на територији Републике Српске у организацији Фудбалског савеза Републике Српске.
У Купу Републике Српске учествују фудбалски клубови са подручја Републике Српске. Клубови нижег нивоа такмичења морају у оквиру подручних савеза изборити учешће у Купу. Такмичењу се од шеснаестине финала прикључују и клубови из Прве лиге Републике Српске и клубови Републике Српске који се такмиче у Премијер лиге Босне и Херцеговине.
До полуфинала се игра по једна утакмица, у полуфуналу двије а финална утакмица се игра на стадиону одређеном накнадно или се играју двије утакмице.
Ове сезоне је договором финалиста Радника и Слободе, играна само једна утакмица финала и то у Бијељини, пред око 1.000 гледалаца.

## Осмина финала
| 1 |

## Четвртфинале
| 1 |

## Полуфинале
| Утак. | Клуб, Место        | Укупан резултат | Клуб, Место          | 1. утак. 24. март | 2. утак. 06. април 2016. |
| ----- | ------------------ | --------------- | -------------------- | ----------------- | ------------------------ |
| 1.    | Слобода, Нови Град | 5:1             | Власеница, Власеница | 4:1               | 1:0                      |
| 2.    | Радник, Бијељина   | 10:1            | Пролетер, Теслић     | 6:0               | 4:1                      |

## Финале
25. мај 2016.
| Утак. | Клуб, Место      | Укупан резултат | Клуб, Место        |
| ----- | ---------------- | --------------- | ------------------ |
| 1.    | Радник, Бијељина | 3:2             | Слобода, Нови Град |

| Победник Купа Републике Српске у фудбалу 2015/16. |
| ------------------------------------------------- |
| ФК Радник Бијељина 4. титула                      |